# Campeonato Argentino de Futebol de 1926 (AAmF)
O Campeonato Argentino de Futebol de 1926 da Asociación Amateurs de Football foi o quadragésimo sexto torneio da Primeira Divisão do futebol argentino e o oitavo e último organizado por essa entidade dissidente. O certame foi disputado em um único turno de todos contra todos, entre 4 de abril e 21 de novembro de 1926. O Independiente conquistou o seu segundo título de campeão argentino.

## Classificação final
| Pos | Equipes                     | Pts | J  | V  | E  | D  | GM | GS | SG  |
| --- | --------------------------- | --- | -- | -- | -- | -- | -- | -- | --- |
| 1.  | Independiente               | 46  | 25 | 21 | 4  | 0  | 75 | 14 | +61 |
| 2.  | San Lorenzo                 | 45  | 25 | 21 | 3  | 1  | 71 | 21 | +50 |
| 3.  | Platense                    | 37  | 25 | 16 | 5  | 4  | 41 | 18 | +23 |
| 4.  | Racing Club                 | 34  | 25 | 16 | 2  | 7  | 51 | 36 | +15 |
| 5.  | Gimnasia y Esgrima La Plata | 33  | 25 | 13 | 7  | 5  | 41 | 27 | +14 |
| 5.  | Lanús                       | 33  | 25 | 13 | 7  | 5  | 38 | 28 | +10 |
| 7.  | Vélez Sarsfield             | 31  | 25 | 10 | 11 | 4  | 38 | 27 | +11 |
| 7.  | Sportivo Palermo            | 31  | 25 | 14 | 3  | 8  | 51 | 38 | +13 |
| 9.  | Quilmes                     | 29  | 25 | 13 | 3  | 9  | 46 | 22 | +24 |
| 10. | Sportivo Almagro            | 28  | 25 | 12 | 4  | 9  | 26 | 25 | +1  |
| 11. | River Plate                 | 24  | 25 | 10 | 4  | 11 | 32 | 24 | +8  |
| 11. | Defensores de Belgrano      | 24  | 25 | 10 | 4  | 11 | 24 | 32 | -8  |
| 13. | Tigre                       | 22  | 25 | 7  | 8  | 10 | 32 | 3  | -4  |
| 13. | Talleres (RE)               | 22  | 25 | 10 | 2  | 13 | 28 | 36 | -8  |
| 15. | Estudiantes de La Plata     | 21  | 25 | 8  | 5  | 12 | 37 | 35 | +2  |
| 16. | Ferro Carril Oeste          | 20  | 25 | 7  | 6  | 12 | 28 | 37 | -9  |
| 17. | Barracas Central            | 19  | 25 | 7  | 5  | 13 | 31 | 42 | -11 |
| 17. | Estudiantil Porteño         | 19  | 25 | 5  | 9  | 11 | 25 | 38 | -13 |
| 17. | Sportivo Buenos Aires       | 19  | 25 | 7  | 5  | 13 | 24 | 39 | -15 |
| 17. | Excursionistas              | 19  | 25 | 6  | 7  | 12 | 23 | 43 | -20 |
| 17. | Banfield                    | 19  | 25 | 5  | 9  | 11 | 16 | 37 | -21 |
| 22. | San Isidro                  | 18  | 25 | 8  | 2  | 15 | 32 | 46 | -14 |
| 22. | Liberal Argentino           | 18  | 25 | 7  | 4  | 14 | 21 | 37 | -16 |
| 24. | Estudiantes Buenos Aires    | 17  | 25 | 6  | 5  | 14 | 22 | 45 | -23 |
| 25. | Argentino del Sud           | 14  | 25 | 5  | 4  | 16 | 22 | 56 | -34 |
| 26. | Atlanta                     | 8   | 25 | 1  | 6  | 18 | 22 | 58 | -36 |

## Premiação
| Campeonato Argentino de Futebol de 1926 (AAmF) |
| ---------------------------------------------- |
| Independiente Campeão (2° título)              |

## Goleador
| Jogador   | Jogador       | Gols | Equipe        |
| --------- | ------------- | ---- | ------------- |
| Argentina | Manuel Seoane | 29   | Independiente |

## Bibliografía
- Estévez, Diego (2010). 38 Campeones del fútbol argentino 1891-2010. [S.l.]: Ediciones Continente. ISBN 978-950-754-301-2